# La Escondida (Guanajuato)
La Escondida es una localidad del estado mexicano de Guanajuato. Es parte del municipio de Ocampo.

## Demografía
| Gráfica de evolución demográfica |
|                                  |

| Censo | Población |
| ----- | --------- |
| 1900  | 175       |
| 1910  | 214       |
| 1921  | 297       |
| 1930  | 320       |
| 1940  | 588       |
| 1950  | 663       |
| 1960  | 687       |
| 1970  | 936       |
| 1980  | 1 195     |
| 1990  | 1 777     |
| 2000  | 1 966     |
| 2010  | 2 040     |
| 2020  | 2 053     |